# École de Dakar
École de Dakar – scuola di Dakar – è un movimento artistico nato in Senegal con l'indipendenza e fortemente promosso e influenzato dal presidente Léopold Sédar Senghor e dal suo pensiero collegato alla Negritudine. L'École de Dakar coinvolge tra gli altri Papa Ibra Tall e Pierre André Lods.

## Stile
Le direttive ufficiali di Léopold Sédar Senghor sono il quadro di riferimento della produzione dell'École de Dakar. Per valorizzare la razza negra e promuovere la rinascita culturale del continente, gli artisti sono incoraggiati a produrre "autentica arte africana", seguendo i "valori africani" legati all'intuizione, all'emozione, al ritmo e alla forza vitale. Gli artisti producono opere soprattutto pittoriche di grandi dimensioni in uno stile astratto o semi-astratto: all'interno delle loro immagini si mescolano elementi tradizionali (come maschere ed oggetti artigianali), nostalgia del passato, storie di folclore, miti, spiriti, ma anche scene urbane e paesaggi.
Lo stile degli artisti dell'École de Dakar non è omogeneo: si passa dalle opere figurative fortemente influenzate dalla pittura francese ma con soggetti africani di Iba Ndiaye, allo stile semi-astratto di Papa Ibra Tall legato all'opera di Pablo Picasso e ricco di ritmo e simboli (lo stile di Papa Ibra Tall – più che quello di Iba Ndiaye – sarà particolarmente imitato dagli artisti dell'École de Dakar). L'elemento comune a tutte le opere è comunque la ricerca delle tradizioni africane e la mancanza di riflessione sociale. Gli artisti non osservano e non giudicano il loro presente, ma esplorano e creano un passato che vogliono “autentico”, in armonia con le linee guida del presidente Senghor. Le tradizioni inserite nelle loro opere sono una creazione artificiosa, simboli ed elementi decorativi che dimenticano il passato coloniale, che esaltano la purezza della razza non contaminata dagli scambi culturali e che mitizzano una spontaneità ed un senso del sacro lontanissimo dal presente.

## Esposizioni e circolazione delle opere
Gli artisti dell'École de Dakar rappresentano la politica culturale senegalese degli anni Sessanta ed il pensiero del presidente Senghor; essi beneficiano di aiuti importanti da parte del governo e godono di un riconoscimento internazionale; le loro opere sono acquistate dallo Stato senegalese per essere offerte in regalo ad ospiti ed istituzioni straniere, sono utilizzate per arredare uffici pubblici ed ambasciate, sono esposte in Tendances et Confrontations, les Arts Contemporains durante il Festival des Arts Négres del 1966, partecipano alle esposizioni itineranti e sono ancora presenti durante la Biennale di Dakar, in particolare nelle prime edizioni e nelle esposizioni parallele. Nel 1996 molti degli artisti dell'École de Dakar partecipano all'Esposizione d'Arte Contemporanea Senegalese e nel 1998 è organizzata una mostra dedicata al gruppo dalla galleria Yassine.

## Componenti
Tra i componenti dell'École de Dakar si possono ricordare Amadou Ba (1945), Seydou Barry (1943), Boubacar Coulibaly (Couloubaly, 1944-1984), Alfa Woualid Diallo (1927), Boubacar Diallo, Ansoumana Diedhiou (1949), Bacary Dieme (1947), Bocar Pathé Diong (1946), Cheikh Diop, M’Baye Diop (1951), Daouda Diouck (1951), Ibou Diouf (1953), Théodore Diouf (1949), Mor Faye (1947-1985), Ousmane Faye (1940), Boubacar Goudialy (1946), Khalipha Gueye (Serigne M'Baye Gueye, 1945), Madema Gueye, Souleymane Keita (1947), Ousseynou Ly, Mohamadou Mbaye (1945), El Hadj M’Boup (1950), Abdoulaye Ndiaye (1936), Djibril N’Diaye (1945)11, Iba N’Diaye (1928, Senegal/Francia), Amadou Niang (1961), Maodo Niang (1949), Modou Niang, Amadou Seck (1950), Diatta Seck, Philippe Sène (1949), Amadou Seydou, Younousse Seye (1940), Papa Sidy Diop, Amadou Sow (1951), Papa Ibra Tall (1935), Chérif Thiam (1951), Boubacar Sadikh Traoré (Sadikh, 1956) e Ousmane Wade, Amadou Wade Sarr.